# Physoglenidae
Physoglenidae là một họ nhện. Hầu hết các chi trong họ này trước đây được xếp vào họ Synotaxidae cho đến khi những nghiên cứu trong năm 2016 cho thấy rằng chúng thành lập một nhánh riêng biệt.

## Các chi
- Calcarsynotaxus Wunderlich, 1995
- Chileotaxus Platnick, 1990
- Mangua Forster, 1990
- Meringa Forster, 1990
- Microsynotaxus Wunderlich, 2008
- Nomaua Forster, 1990
- Pahora Forster, 1990
- Pahoroides Forster, 1990
- Paratupua Platnick, 1990
- Physoglenes Simon, 1904
- Runga Forster, 1990
- Tupua Platnick, 1990
- Zeatupua Fitzgerald & Sirvid, 2009